# Sammy (lied)
Sammy is een single van de Nederlandse zanger Ramses Shaffy uit 1966. Het nummer 5 uur staat op de B-kant van de single.

## Achtergrond
Sammy is na Zing, vecht, huil, bid, lach, werk en bewonder wellicht zijn bekendste hit en het nummer waarmee hij doorbrak bij het grote publiek. De zanger werd begeleid door een orkest onder leiding van Frans Mijts, die ook voor het arrangement zorgde.

### Thema
Het lied bezingt Sammy die - volgens de liedtekst - gebogen door het leven gaat. Sammy wordt geïntroduceerd als een angstige, verlegen en eigenzinnige jongeman. Het lied roept deze Sammy - en daarmee in feite iedereen - op om omhoog te kijken, de rug te rechten en zichzelf nat te laten regenen. Het lied is een feitelijke oproep om niet bang of angstig te zijn en in plaats daarvan het leven te aanvaarden zoals het is.
Er is weleens gespeculeerd over de identiteit van "Sammy". Volgens Liesbeth List ging het lied over John Rosinga, de man die Shaffy's groep Shaffy Chantant organisatorisch mogelijk had gemaakt. Rosinga was de eigenaar van een reclamefilmbureau en ooit nam hij in het bijzijn van Shaffy en enkele andere mensen LSD. De man kreeg echter een "bad trip" en begon te huilen. Shaffy schreef Sammy dan ook als een troostlied, met Rosinga in gedachten. Drie dagen na de dood van Shaffy claimde Bernhard A. Kats dat het liedje op hem gebaseerd was. In 2010 werd naar aanleiding van een interview in Vrij Nederland Harry Goldsteen genoemd. Hij zei dat Shaffy het liedje op Sinterklaasavond 1961 voor hem had gezongen. Shaffy zou alleen zijn Hebreeuwse naam Naftali kennen en zou Goldsteen Sammy genoemd hebben als verwijzing naar zijn Joodse achtergrond.

### Covers en persiflages
In 1976 werd het lied gepersifleerd door Farce Majeure als onderdeel van een Amsterdam-medley. Ted de Braak gaf zijn mening over Ivo Samkalden, de burgemeester: "Hoog Sammy, vlieg omhoog Sammy en voor mijn part naar de maan".
Arjen Lubach persifleerde het in zijn televisieprogramma Zondag met Lubach als onderdeel van een reclame voor een carnavalsplaat met coronateksten: "'Boog Sammy, elleboog Sammy, anders krijgen wij het ook".
Er bestaat een Engelstalige coverversie van jazz-zangeres Blossom Dearie, en zelf heeft Shaffy het ook in het Frans gezongen.

### Monument

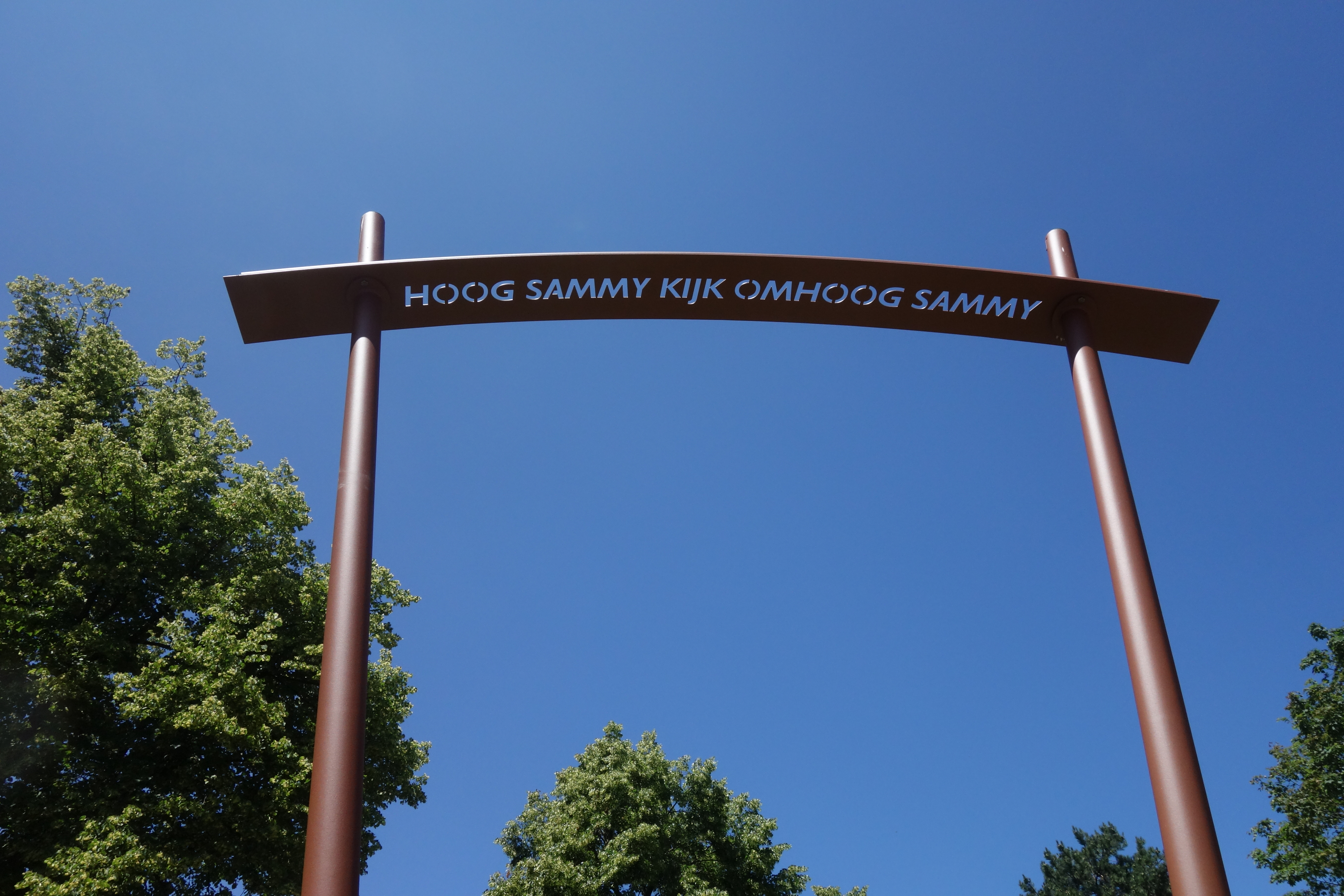
Monument in Leiden

Bij station Leiden Centraal werd in 2019 het monument ‘Hoog Sammy’ onthuld.

## Hitlijstnotering
Het lied werd in het najaar van 1966 als single uitgebracht en stond twintig weken lang in de Nederlandse Top 40, waarin het als hoogste notering de tweede plaats bereikte. Herman's Hermits zette hem de voet dwars met No Milk Today. 

### Nederlandse Top 40
| Hitnotering: week 44 in 1966 t/m 10 in 1967 | Hitnotering: week 44 in 1966 t/m 10 in 1967 | Hitnotering: week 44 in 1966 t/m 10 in 1967 | Hitnotering: week 44 in 1966 t/m 10 in 1967 | Hitnotering: week 44 in 1966 t/m 10 in 1967 | Hitnotering: week 44 in 1966 t/m 10 in 1967 | Hitnotering: week 44 in 1966 t/m 10 in 1967 | Hitnotering: week 44 in 1966 t/m 10 in 1967 | Hitnotering: week 44 in 1966 t/m 10 in 1967 | Hitnotering: week 44 in 1966 t/m 10 in 1967 | Hitnotering: week 44 in 1966 t/m 10 in 1967 | Hitnotering: week 44 in 1966 t/m 10 in 1967 | Hitnotering: week 44 in 1966 t/m 10 in 1967 | Hitnotering: week 44 in 1966 t/m 10 in 1967 | Hitnotering: week 44 in 1966 t/m 10 in 1967 | Hitnotering: week 44 in 1966 t/m 10 in 1967 | Hitnotering: week 44 in 1966 t/m 10 in 1967 | Hitnotering: week 44 in 1966 t/m 10 in 1967 | Hitnotering: week 44 in 1966 t/m 10 in 1967 | Hitnotering: week 44 in 1966 t/m 10 in 1967 | Hitnotering: week 44 in 1966 t/m 10 in 1967 | Hitnotering: week 44 in 1966 t/m 10 in 1967 |
| Week:                                       | 1                                           | 2                                           | 3                                           | 4                                           | 5                                           | 6                                           | 7                                           | 8                                           | 9                                           | 10                                          | 11                                          | 12                                          | 13                                          | 14                                          | 15                                          | 16                                          | 17                                          | 18                                          | 19                                          | 20                                          |                                             |
| ------------------------------------------- | ------------------------------------------- | ------------------------------------------- | ------------------------------------------- | ------------------------------------------- | ------------------------------------------- | ------------------------------------------- | ------------------------------------------- | ------------------------------------------- | ------------------------------------------- | ------------------------------------------- | ------------------------------------------- | ------------------------------------------- | ------------------------------------------- | ------------------------------------------- | ------------------------------------------- | ------------------------------------------- | ------------------------------------------- | ------------------------------------------- | ------------------------------------------- | ------------------------------------------- | ------------------------------------------- |
| Positie:                                    | 33                                          | 19                                          | 10                                          | 4                                           | 2                                           | 2                                           | 2                                           | 3                                           | 5                                           | 7                                           | 8                                           | 6                                           | 7                                           | 9                                           | 10                                          | 11                                          | 19                                          | 23                                          | 29                                          | 33                                          | uit                                         |

### NPO Radio 2 Top 2000
De piek in 2009 is terug te voeren op het overlijden van Ramses Shaffy in de periode dat er voor de lijst gestemd kon worden.

| Nummer met noteringen in de NPO Radio 2 Top 2000 | '99 | '00  | '01  | '02 | '03  | '04 | '05 | '06 | '07 | '08 | '09 | '10 | '11 | '12 | '13 | '14  | '15  | '16  | '17  | '18  | '19 | '20  | '21  | '22  | '23  | '24  |
| ------------------------------------------------ | --- | ---- | ---- | --- | ---- | --- | --- | --- | --- | --- | --- | --- | --- | --- | --- | ---- | ---- | ---- | ---- | ---- | --- | ---- | ---- | ---- | ---- | ---- |
| Sammy                                            | 806 | 1289 | 1010 | 953 | 1096 | 717 | 730 | 653 | 837 | 748 | 90  | 563 | 775 | 890 | 804 | 1017 | 1088 | 1283 | 1288 | 1528 | 883 | 1345 | 1428 | 1607 | 1679 | 1636 |

1. ↑  Een vetgedrukt getal geeft de hoogste notering aan.